# 天主教希拉多塔教區
天主教希拉多塔教區（拉丁語：Dioecesis Girardotanensis）是哥倫比亞一個羅馬天主教教區，屬麥德林總教區。
教區成立於1988年6月28日，位於安蒂奧基亞省東部十一市。2006年有教友186,000人（佔轄區總人口90.3%）、廿五個堂區、五十八名司鐸。現任教區主教為威廉·奧羅茲科·蒙托亞。